# Głownia kukurydzy

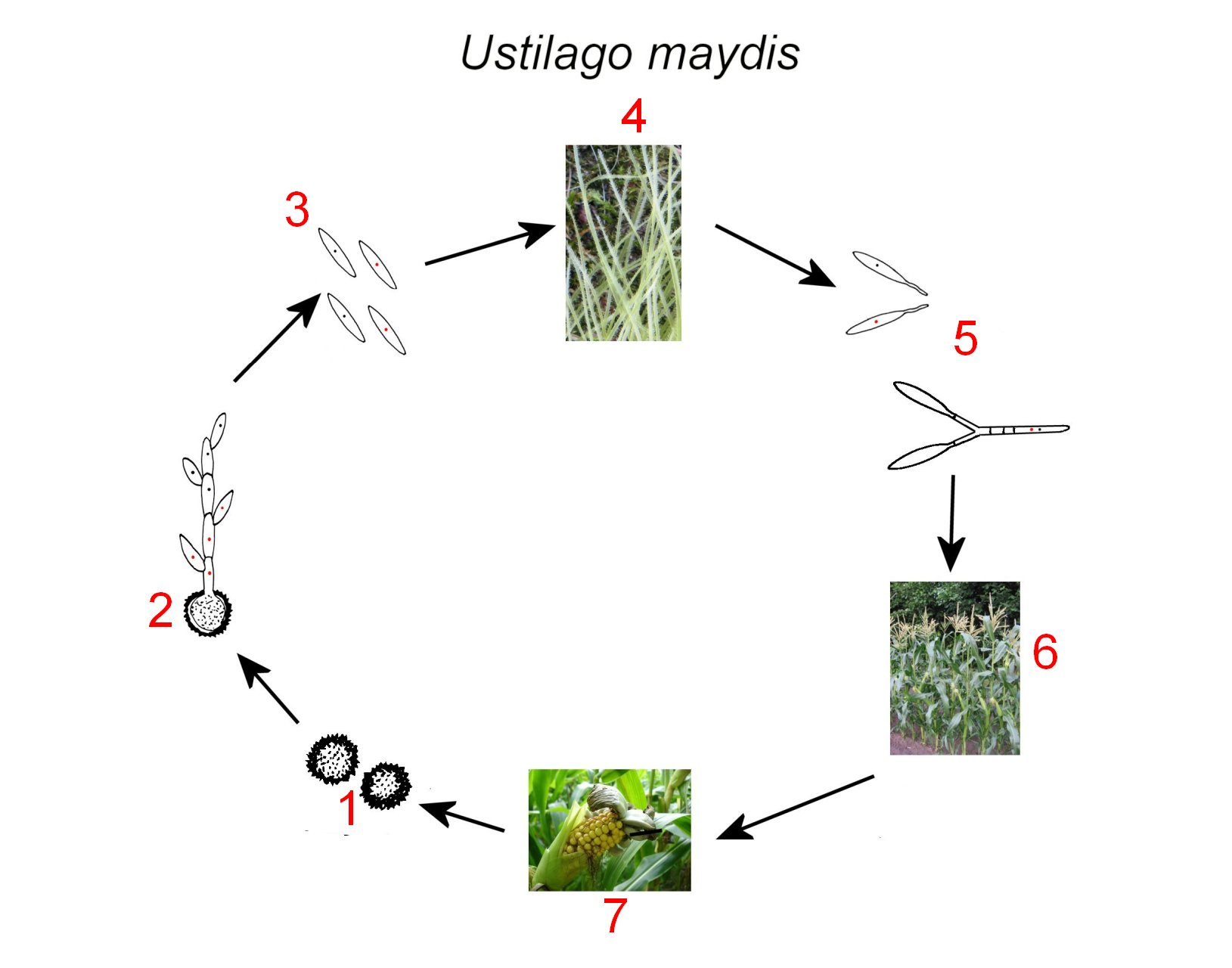
Cykl rozwojowy. 1 – teliospora, 2 – metabazydium, 3 – sporydia, 6- zainfekowana plantacja, 7 – głownia kukurydzy

Głownia kukurydzy (Ustilago maydis (DC.) Corda) – gatunek grzybów z rodziny głowniowatych (Ustilaginaceae). Wywołuje chorobę kukurydzy o nazwie głownia guzowata kukurydzy. Dawniej w Polsce chorobę tę nazywano głownią kukurydzy, jednak obecnie występuje również druga choroba – głownia pyląca kukurydzy, stąd też dla choroby wywoływanej przez Ustilago maydis właściwe jest używanie pełnej nazwy – głownia guzowata kukurydzy.

## Systematyka i nazewnictwo
Pozycja w klasyfikacji według Index Fungorum: Ustilago, Ustilaginaceae, Ustilaginales, Ustilaginomycetidae, Ustilaginomycetes, Ustilaginomycotina, Basidiomycota, Fungi.
Po raz pierwszy takson ten zdiagnozowany został w 1815 r. przez Augustina Pyramusa de Candolle jako Uredo maydis. Obecną, uznaną przez Index Fungorum nazwę nadał mu w 1842 r. August Corda, przenosząc go do rodzaju Ustilago.
Synonimy nazwy naukowej:

- Caeoma zeae Link 1825
- Erysibe maydis (DC.) Wallr. 1833
- Lycoperdon zeae Beckm. 1768
- Uredo maydis DC. 1815
- Uredo segetum f. zeae-maydis DC. 1808
- Uredo segetum var. mays-zeae DC. 1805
- Uredo zeae Desm. 1840
- Uredo zeae Schwein.1822
- Uredo zeae-maydis DC. 1806
- Ustilago euchlaenae Arcang. 1882
- Ustilago mays-zeae Magnus, 1895
- Ustilago segetum var. mays-zeae DC. 1805
- Ustilago zeae (Link) Unger 1836
- Ustilago zeae-maydis G. Winter

## Cykl rozwojowy
Na zainfekowanych przez głownię kukurydzy częściach nadziemnego pędu kukurydzy rozwijają się narośla (guzy) zbudowane z patologicznie przerośniętych tkanek, w których powstają teliospory. Zimują one w glebie na pozostawionych pożniwnych resztkach roślin, zwłaszcza kolbach. Wiosną kiełkują wytwarzając podstawkę. Tuż przed ich kiełkowaniem następuje w nich kariogamia, a w momencie powstawania podstawki mejoza, w wyniku której każda komórka podstawki zawiera jedno haploidalne jądro. Podstawki te funkcjonują nieco inaczej niż u większości podstawczaków. Na każdej z nich powstaje jeden zarodnik zwany sporydium, ale po jego odpadnięciu na podstawce mogą tworzyć się nowe sporydia. W rezultacie z każdej podstawki zazwyczaj powstaje wiele sporydiów. Po zetknięciu z żywicielem sporydia wytwarzają haploidalną przedgrzybnię. Gdy zetkną się z sobą dwa różne płciowo sporydia zachodzi między nimi plazmogamia i powstaje komórka dikariotyczna. W guzach jej strzępki rozpadają się na dwujądrowe, kuliste teliospory. Okres od zainfekowania do wytworzenia pierwszych teliospor trwa około 2 tygodni.

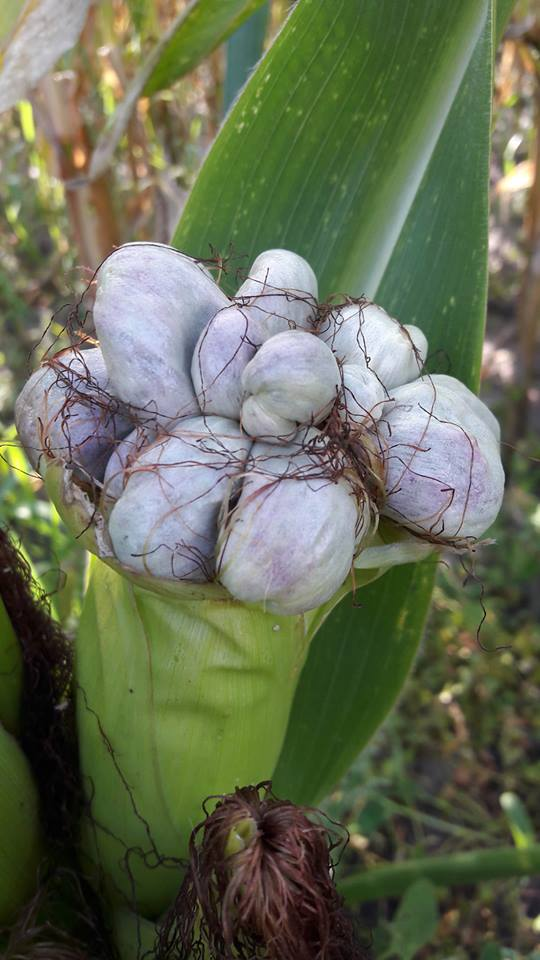
Głownia guzowata kukurydzy – kolba kukurydzy porażona przez Ustilago maydis

## Znaczenie
- Według ankiety przeprowadzonej wśród fitopatologów przez czasopismo „Molecular Plant Pathology” w 2012 r. gatunek ten znalazł się wśród 10 gatunków grzybów o największym znaczeniu w gospodarce człowieka[4]
- Pasożyt i saprotrof kukurydzy, wywołujący chorobę głownia guzowata kukurydzy[2]
- W kuchni meksykańskiej znany pod nazwą cuitlacoche lub huitlacoche. Nazwa ta pochodzi z języka nahuatl: cuitlacochi cuítlatl (łajno) + cochi (spać), od ptaków Harporhynchus longirostris Schlz z rodziny krukowatych, mających zwyczaj spać na odchodach bydlęcych. Choroba roślin wywoływana przez niego również nazywana jest głownią kukurydzy lub głownią guzowatą kukurydzy

- W kuchni Azteków i innych ludów południowo-zachodniej Ameryki Północnej cuitlacoche od czasów prekolumbijskich uważane było za wielki przysmak. Spożywane jest w postaci niedojrzałej w zupach, jako dodatek do tradycyjnych dań, jak tacos, tamales, quesadillas itd[5].

- Ze względu na zawartość alkaloidów, pod koniec XIX w. głownia kukurydzy była przez kilkanaście lat notowana w amerykańskiej farmakopei. Używana była przez Indian Zuni do wywoływania porodu[6].

- Głownia kukurydzy jest organizmem modelowym. Jej genom został w pełni zsekwencjonowany[7].